# Eddie Rudolph
Edward John (Eddie) Rudolph jr. (Highland Park, 31 augustus 1941 - Boulder, 19 juli 2009) was een Amerikaans langebaanschaatser.

## Biografie
Rudolph studeerde aan de Weber State University. Hij deed als schaatser mee aan de Olympische Winterspelen van 1960 (Squaw Valley) en 1964 (Innsbruck) op de 500 en de 1500 meter. In 1963 evenaarde hij het wereldrecord en won hij een zilveren medaille op de 500 meter bij de wereldkampioenschappen in Japan.
Na zijn schaatscarrière werd hij projectontwikkelaar in Colorado Springs en hielp hij mee bij de bouw van het "Colorado Springs Olympic Training Center".
Hij kwam om het leven door een auto-ongeluk.

## Persoonlijke records
| Afstand      | Tijd    | Datum            | Baan             |
| ------------ | ------- | ---------------- | ---------------- |
| 500 meter    | 40,0    | 26 december 1963 | Colorado Springs |
| 1500 meter   | 2.13,5  | 17 februari 1960 | Squaw Valley     |
| 3000 meter   | 4.56,4  | 10 februari 1962 | Hamar            |
| 5000 meter   | 8.19,0  | 23 februari 1963 | Karuizawa        |
| 10.000 meter | 19.34,7 | 5 februari 1959  | Minneapolis      |